# Zuleidis Ortiz
Zuleidis Ortiz Puentes (ur. 31 stycznia 1976 w Santiago de Cuba) – kubańska szpadzistka, dwukrotna medalistka mistrzostw świata.
Podczas mistrzostw świata w Kapsztadzie w 1997 roku wywalczyła srebrny medal w turnieju indywidualnym, przegrywając w finale z rodaczką, Miraydą Garcíą. Na rozgrywanych rok później mistrzostwach świata w La Chaux-de-Fonds Kubanki w składzie: Milagros Palma, Mirayda García, Zuleidis Ortiz i Tamara Esteri zdobyły srebrny medal w zawodach drużynowych.
Wystartowała na igrzyskach olimpijskich w Sydney w 2000 roku, gdzie w zawodach drużynowych była siódma, a w indywidualnych zajęła szóste miejsce.
Ponadto na igrzyskach panamerykańskich w Mar del Plata (1995) zdobyła srebro drużynowo, a na igrzyskach panamerykańskich w Winnipeg (1999) i igrzyskach panamerykańskich w Santo Domingo (2003) zdobywała drużynowo złote medale.